# Bang! (juego)
Bang! es un popular juego de cartas creado por Da Vinci Games, escrito por Emiliano Sciarra, es un juego de disparos, al estilo Wild West, entre un grupo de Forajidos (Outlaws) y el Sheriff, su objetivo. Están los Alguaciles (Deputies) del Sheriff, pero también hay un Renegado que solo persigue sus propios intereses!
En BANG! cada persona juega en un papel representando un famoso personaje inspirado en el Lejano Oeste.
Ha obtenido los Premios Origin Awards 2003 como mejor juego de cartas y mejor diseño. También ha sido Juego italiano del año en 2002.
Es conocido mundialmente como Bang! a excepción de Francia donde fue publicado con el nombre Wanted!

## Juego
El juego es en turnos según el sentido horario. El Sheriff empieza. Cada turno consta de tres fases:
- 1. Robar dos cartas del mazo. En cuanto el mazo de robo se agote se baraja el mazo de descartes.
- 2. Jugar cartas, tantas como se quiera y se pueda, para ayudarse a sí mismo o perjudicar a otros personajes. Se puede pasar sin jugar carta alguna. La única limitación es:
  - Solo se puede jugar una carta BANG! por turno
  - Un personaje no puede tener en la mesa cartas repetidas
  - Para jugar una carta simplemente sigue las indicaciones del símbolo que tenga. Todas las cartas se juegan en el propio turno salvo las cartas Cerveza y ¡Fallo!. Normalmente el efecto de cada carta es inmediato y luego la carta es descartada. Por el contrario, las cartas azules tienen efecto mientras permanezcan en la mesa bocarriba como propiedad del personaje.
- 3. Descartar cartas, hasta quedarse con una mano de cartas cuyo número sea igual a los puntos de vida actuales del personaje.

## Expansiones
Bang! cuenta hasta la fecha con seis expansiones oficiales, éstas son:

### Solo ante el peligro (High Noon)
Publicada en el año 2003, es un conjunto de 13 cartas de escenario que modifican o realizan determinados efectos sobre los jugadores, cada turno el sheriff tiene la obligación de cambiar la carta de escenario por otra hasta que no queden más, los efectos de la última carta de escenario prevalecen hasta el final de la partida.

### Dodge City
Publicada en el año 2004, es un conjunto de 8 cartas de rol, 15 de personaje, 40 cartas de juego y 1 carta resumen, el objetivo de esta expansión es aumentar el número máximo de jugadores a 8, las reglas de esta expansión son las mismas que las del juego base.

### Por un puñado de cartas (Fistful of Cards)
Publicada en el año 2005, es un conjunto de 15 cartas de escenario que fueron diseñadas por jugadores y seguidores de Bang! de todo el mundo y posteriormente elegidas por el creador del juego, puede ser jugada junto con High Noon, de hecho, las reglas que dictaminan el comportamiento de juego en las dos expansiones son las mismas.

### Wild West Show
Publicada en agosto de 2010, Wild West Show es una pequeña expansión que parodia el Western y es algo más descompensada. Contiene 8 nuevos personajes basados en nombres de genios del Western como John Pain (John Wayne), Flint Westwood (Clint Eastwood) o Big Spencer (Bud Spencer) y que son muy fuertes en comparación a los otros personajes. También hay 10 cartas de evento que se usarán cuando una Diligencia o Wells Fargo sean jugadas. La mayoría tiene nombres de personajes femeninos clásicos de los Western.

### Fiebre del oro
Publicada en 2011, aporta dos reglas nuevas al juego, 8 nuevos personajes, un nuevo rol y 30 pepitas de oro que permiten adquirir nuevas cartas de equipo.

### El Valle de las Sombras
Publicada en 2015, aporta 8 nuevos personajes y 16 cartas de juego.

## Ediciones

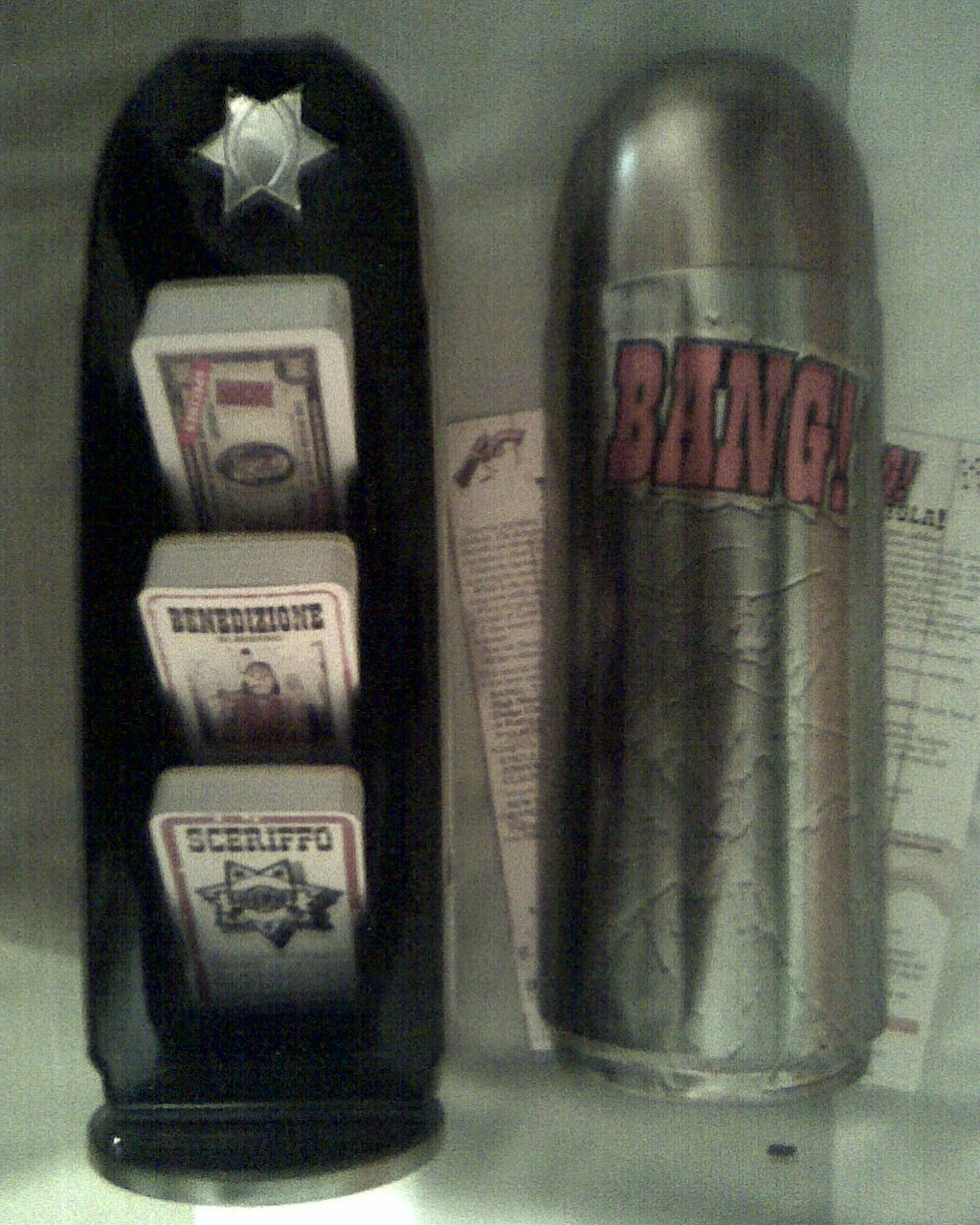
Edición Especial del juego Bang! The Bullet!

### Bang! The Bullet!
Bang! The Bullet! es una edición especial y limitada que salió a la venta en el año 2007, incluye el juego de Bang! original y sus tres expansiones oficiales: High Noon, Dodge City y Fistfull of Cards, además, incluye 3 personajes especiales y dos cartas extra de High Noon nunca publicadas antes. La caja que conforma esta colección tiene forma de bala, de ahí su nombre, en su interior además incluye una placa de sheriff para ser usada por el jugador que conforme dicho rol y dos cartas en blanco para editarlas nosotros mismos. 
Esta edición no incluye los pequeños cartones individuales para los jugadores, cuya función es que cada uno ordene sus cartas de personaje, arma y rol, que sin embargo si trae la edición del juego base; tampoco trae las fichas de bala de cartón para llevar el conteo de las vidas, con respecto a esto último "Bang! La Bala" está diseñado para contabilizar las vidas tapando con tu carta de personaje el dorso de otra carta de personaje que no se esté usando (ya que estas traen impreso por detrás el dibujo de cinco balas). Si se adquiere esta edición se recomienda por comodidad y orden en las partidas adquirir aparte los cartones y las balas de "madera" (creo que son de plástico) que suelen venir en un solo pack; el único inconveniente de estas figuritas de balas es que hay que colocarlas en vertical porque si no ruedan, aunque parece que hay una nueva versión llamada "Bang! Dynamite Box" que incluye cartones de personaje con un hendido para colocar las balas en estos en posición horizontal sin que rueden).

### Bang! 10.º Aniversario
Es una edición especial y limitada que los editores han realizado para celebrar 10 años de juego nos incluyen varios detalles (caja metálica muy bien caracterizada para protegerlo, 10 cartas inéditas no incluidas en ninguna expansión, 3 personajes nuevos y unas balas de madera para poder contabilizar tus vidas).